# Don Joseph
Don Joseph (* 13. April 1923 in Staten Island; † 12. März 1994 ebenda) war ein US-amerikanischer Jazzmusiker (Trompete, Kornett).

## Leben
Joseph wuchs in Staten Island auf und hatte in den 1940er Jahren ein eigenes Quintett, in dem auch der Altsaxophonist Manny Albam spielte; Ende des Jahrzehnts arbeitete er bei Buddy Rich, Alvino Rey und Lucky Millinder. 1950 wirkte er als Mitglied der Gene-Roland-Probenband an Sessions mit Charlie Parker mit (It's A Wonderful World); 1953 war er bei den Sessions mit Bill Triglia und Red Mitchell im Robert Reisners Jazzclub Open Door beteiligt. 1954 spielte er bei Art Mardigan (The Jazz School), 1955 mit Tony Fruscella. 1961 nahm er noch an einer Session unter Leitung von Dave Schildkraut teil, bei der auch der Sänger Jackie Paris mitwirkte (Jackie's Blues); danach geriet er in Vergessenheit, als er sich – auch aus gesundheitlichen Gründen – weitgehend aus dem Musikgeschäft zurückzog.
Unter eigenem Namen entstand 1984 im Studio von Rudy Van Gelder das Album One Of A Kind (Uptown), bei dem Al Cohn, Bill Triglia, Red Mitchell und Joey Baron mitwirkten. Joseph spielte im Laufe seiner Karriere außerdem mit Bill Crow, Turk Van Lake, Gerry Mulligan (The Arranger) und Chuck Wayne. In seinen späteren Jahren lebte er in Staten Island, wo er weiterhin in lokalen Clubs auftrat und unterrichtete. Er war auch als Leiter der Schulband der Farrell Catholic High School tätig. Sein großes Interesse an Literatur, speziell an William Shakespeare, zeigte er mit freien Rezitationen zwischen seinen Auftritten als Musiker.

## Würdigung
Der Schriftsteller Jack Kerouac würdigte den Musiker literarisch in seiner Erzählung New York Scenes (aus dem Band Lonesome Traveller 1960):
„LET’S GO SEE if we can find Don Joseph!“
„Who’s Don Joseph?“
„Don Joseph is a terrific cornet player, who wanders around the village with his little mustache and his arms hanging at the sides with the cornet since Bix and more. – He stands at the juke box in the bar and plays with the music for a beer. – He looks like a handsome movie actor.– He’s the great super glamorous secret Bobby Hackett of the jazz world.“
Der Kritiker Scott Yanow nahm den vergessenen Musiker in seine Liste der Trumpet Kings (Backbeat Books, 2001) auf.

## Diskographische Hinweise
- Gene Roland Band Featuring Charlie Parker: The Band That Never Was (Spotlite, 1950)
- Gerry Mulligan: Mullenium (Columbia/Legacy 1957)
- Chuck Wayne: String Fever (RCA/Fresh Sound, 1957)
- Don Joseph Featuring Al Cohn: One of a Kind (Uptown, 1985), mit Bill Triglia, Red Mitchell, Joey Baron